# 小林研二
小林 研二（こばやし けんじ、5月10日 - ）は、日本の男性ナレーター、声優。
大沢事務所所属。東京都出身。ナレーションがメイン。淡々かつ安定感がある語り口が特徴。

## 出演作品

### テレビアニメ
1998年
- serial experiments lain（アナウンス、ニュースの声）

2005年
- 交響詩篇エウレカセブン（映画のナレーション）

### 吹き替え
2003年
- ダーク・ブルー

### ナレーション

#### テレビ番組
- NHKプレマップ（NHK）
- CCBニュース（スカパー!）
- 音楽空間アンモナイト（1997年4月 - 9月、テレビ東京）
- ヒストリースペシャル（ヒストリーチャンネル）
- ガリレオチャンネル（1998年4月 - 2011年3月、TOKYO MX）
- 海と日本〜海上自衛隊24時〜（TOKYO MX）
- 原発のデータは何故かくされたのか（TOKYO MX）
- NNNニュースプラス1（日本テレビ）
- うたばん（1996年10月15日 - 2010年3月23日、TBS）
- 風の刑事・東京発!（1995年10月18日 - 1996年3月20日、テレビ朝日）

#### テレビCM
- JR東海「こだま＆ひだフリーきっぷ」（1990年）
- 日立製作所「日立ニュース」（1990年 - 1995年）[注 1]、「美写門」（1995年）
- 東京ガス（1991年。企業広告「ガスを燃やして冷房出来る」篇）
- 明星食品「夜食亭」（1992年、出演：高橋由美子）
- タイトー「X-55」（1995年 - 1996年、出演：安室奈美恵）
- 永谷園「あさげ」（1998年。天気予報の原稿を読むニュースキャスター）
- ACジャパン「ジコ虫、増えてます!」（1999年度。ラジオCMも担当）
- TOTO「アプリコット」（1999年 - 2002年）
- 日産化学工業「ラウンドアップハイロード」（2005年）
- ソニー損害保険「新ネット火災保険」（2020年、出演：横田栄司、遊井亮子）

#### ビデオ作品
- テイチクエンタテインメント「鉄道ビデオコレクション JR東日本」
- パイオニアLDC「RAILWAYシリーズ 最後のシェルパ EF63 碓氷峠最終章」

### その他
テレビ番組
- 私立探偵 濱マイク（2002年7月1日 - 9月16日、日本テレビ）※実況アナウンサー[1]